# Cees Haverhoek
Cees Haverhoek (1944) is een Nederlandse ex-militair en voormalig lokaal politicus te Ede.

## Biografie
Voor zijn politieke loopbaan was Haverhoek actief in het leger, waar hij luitenant-kolonel was op de post Srebrenica. Haverhoek drong erop aan meer manschappen te sturen, maar aan deze oproep werd geen gehoor gegeven. Na 'Srebrenica' verliet Haverhoek het leger om politiek actief te worden.
In 1989 stelde hij zich verkiesbaar voor de Tweede Kamer namens de partij Realisten Nederland, die in 1997 opging in Groen Rechts. Haverhoek was onder andere de redacteur van het partijblad van Realisten Nederland.
Op gemeentelijk bestuursniveau was hij actief voor de partij Liberaal Ede waar hij zich onder meer op cultureel vlak als raadslid inzette voor het behoud van de Muur van Mussert. Nadat bekend werd dat Haverhoek zich ten onrechte voordeed als doctor, stapte hij in december 2005 op als raadslid en trok zich terug als lijsttrekker voor Liberaal Ede in 2006.
In oktober 2008 publiceerde Haverhoek in eigen beheer het boek Get 'em out, waarin de voorbereiding, uitvoering en nasleep van de ontsnappingsoperaties Pegasus I en Pegasus II wordt beschreven. Hierbij werd een poging gedaan zo'n 350 geallieerde militairen verspreid over de Veluwe te verzamelen en naar de andere kant van de Rijn te brengen. De soldaten zaten daar na de mislukte Operatie Market Garden.